# 16102 Barshannon
A 16102 Barshannon (ideiglenes jelöléssel 1999 VT68) a Naprendszer kisbolygóövében található aszteroida. A LINEAR projekt keretében fedezték fel 1999. november 4-én.